# Малкольм Макдавелл
Малкольм Макдавелл (англ. Malcolm McDowell; ім'я при народженні — Малкольм Джон Тейлор (англ. Malcolm John Taylor), Макдавелл — дошлюбне прізвище його матері; народився 13 червня 1943, Лідс, Велика Британія) — англійський актор театру та кіно, номінант на премію «Золотий глобус» і «Сатурн» в категоріях «Краща чоловіча роль» і «Кращий актор». У 2014 році актор отримав премію «Сатурн» в категорії «Нагорода за досягнення в кар'єрі». 16 березня 2012 року Макдвелл став володарем зірки на Голлівудській алеї слави. Найвідоміші ролі — у фільмах «Механічний апельсин» (1971) Стенлі Кубрика, «Калігула» (1979) та «О, щасливчик» Ліндсі Андерсона (1973).

## Біографія
Малкольм Макдавелл народився 13 червня 1943 року у Лідсі у родини бармена. В юності працював у пабі батька, потім — комівояжером. Після проходження курсів акторської майстерності грав у провінційних театрах. 1964 року потрапив у трупу Королівського шекспірівського театру. З 1965 року працював на телебаченні. 1968 року знявся у фільмі «Якщо....» режисера Ліндсея Андерсона. Пізніше Макдавелл зіграв у його фільмі «О, щасливчик» (1973).
Справжню популярність актор здобув 1971 року після зйомок у фільмі «Механічний апельсин» Стенлі Кубрика, де він грав роль неповнолітнього садиста та ґвалтівника Алекса. Після виходу на екрани цього фільму майже завжди Малькольму пропонували реалізовувати на екрані негативних персонажів: божевільного імператора Стародавнього Риму Гая Калігулу у фільмі Тінто Брасса, радянського серійного вбивцю часів перебудови, аналогічного до Андрія Чикатила. Макдавелл навіть був запрошений на «Мосфільм» для зйомок у фільмі Карена Шахназарова «Царевбивця» у ролі царевбивці Юровського.
Наприкінці 1970-х і у 1980-х роках у кар'єрі Макдавелла настав спад, переважно він грав невеликі ролі. 1982 року Макдавелл знявся у фільмі «Люди-коти» режисера Пола Шредера. У 1990-х роках грав роль маршала Космічного флоту Землі Джеффрі Толвіна у FMV-роликах для ігор «Wing Commander III: Heart of the Tiger» (1993) і «Wing Commander IV: The Price of Freedom» (1995), разом з акторами: Джоном Ріс-Девісом та Марком Гемілом. Відома його роль у телесеріалі «Лексс: Тінь Гіга» (1996).
У 2007—2008 роках озвучував роль Джона Генрі Едему, президента Анклаву, в комп'ютерній грі «Fallout 3». Останнім часом Макдавелл працює на американському телебаченні.
2009 року взяв участь у зйомках музичного кліпу пісні Snuff американської групи «Slipknot».

## Особисте життя
Першою дружиною Макдавелла (1975-80) була акторка і публіцистка Марго Беннетт. Його другою дружиною (1980-90) була акторка Мері Стінберген, з якою він познайомився під час зйомок фільму Подорож у машині часу. У них було двоє дітей: Лілі Аманда (народилась 21 січня 1981 року) і Чарльз Малкольм (народився 10 липня 1983). Вони розлучилися в 1990 році.
Його третя дружина (1991–тепер) є Келлі Кур, з якою він має трьох синів: Беккет Тейлор (народився 29 січня 2004 року), Фіннан Андерсон (народився 23 грудня 2006 року) і Шеймус Хадсон (нар. 7 січня 2009 року). Він є дядьком актора Олександра Сіддіга. Він і його племінник знялись у фільмі Судний день (2008) Режисер Ніл Маршалл. В даний час Макдавелли живуть в Огайо, Каліфорнія. Він став дідом у січні 2012 року, коли його дочка Ліллі Макдавелл Волтон народила доньку Клементайн Мей.

## Вибрана фільмографія
| Рік       |    | Українська назва                          | Оригінальна назва                         | Роль                                             |
| --------- | -- | ----------------------------------------- | ----------------------------------------- | ------------------------------------------------ |
| 1968      | ф  | Якщо....                                  | If...                                     | Мік Тревіс                                       |
| 1970      | ф  | Фігури в ландшафті                        | Figures In A Landscape                    | Анселлом                                         |
| 1971      | ф  | Давним-давно завтра                       | The Raging Moon (Long Ago Tomorrow)       | ім'я персонажа невідоме                          |
| 1971      | ф  | Механічний апельсин                       | A Clockwork Orange                        | Алекс                                            |
| 1973      | ф  | О, щасливчик!                             | O Lucky Man!                              | Мік Тревіс                                       |
| 1975      | ф  | Королівський блиск                        | Royal Flash                               | капітан Гаррі Флешмен                            |
| 1976      | ф  | Аси в небі                                | Aces High                                 | майор Джон Грешем (капітан Денис Стенгоуп)       |
| 1976      | ф  | Подорож проклятих                         | Voyage of the Damned                      | стюард Гюнтер                                    |
| 1979      | ф  | Калігула                                  | Caligula                                  | Калігула                                         |
| 1979      | ф  | Перехід                                   | The Passage                               | гауптштурмфюрер фон Берков                       |
| 1979      | ф  | Подорож у машині часу                     | Time After Time                           | Герберт Веллс                                    |
| 1982      | ф  | Люди-коти                                 | Cat People                                | Пол                                              |
| 1982      | ф  | Шпиталь «Британія»                        | Britannia Hospital                        | Мік Тревіс                                       |
| 1982      | тф | Мерлін та чарівний меч                    | Merlin And The Sword                      | ім'я персонажа невідоме                          |
| 1983      | ф  | Блакитний грім                            | Blue Thunder                              | полковник Кокрейн                                |
| 1987      | ф  | Гість                                     | Caller                                    | ім'я персонажа невідоме                          |
| 1987      | ф  | Тюремна біржа                             | Buy & Cell                                | ім'я персонажа невідоме                          |
| 1988      | ф  | Захід                                     | Sunset                                    | Альфі Альперін                                   |
| 1989      | ф  | Поцілунок Ізабель                         | Jezebel's Kiss                            | ім'я персонажа невідоме                          |
| 1990      | ф  | Місяць-44                                 | Moon 44                                   | майор Лі                                         |
| 1990      | ф  | Клас-1999                                 | Class Of 1999                             | Директор школи                                   |
| 1990      | ф  | Божевілля                                 | Disturbed                                 | ім'я персонажа невідоме                          |
| 1990      | ф  | В оці змії                                | In The Eye Of The Snake                   | ім'я персонажа невідоме                          |
| 1991      | ф  | Царевбивця                                | Цареубийца                                | пацієнт Тимофєєв/комісар Юровський               |
| 1992      | ф  | Вітер зі сходу                            | Vent D'Est                                | генерал Смисловского                             |
| 1994      | ф  | Зоряний шлях: Покоління                   | Star Trek: Generations                    | доктор Толіан Зоран                              |
| 1994      | тф | Сезони серця                              | Seasons Of The Heart                      | Альфред МакГіннес                                |
| 1994      | тф | Кишенькові гроші                          | Milk Money                                | Уолтцер                                          |
| 1995      | ф  | Небезпечна необережність                  | Dangerous Indiscretion                    | Роджер Еверетт                                   |
| 1995      | ф  | Танкістка                                 | Tank Girl                                 | ім'я персонажа невідоме                          |
| 1995      | ф  | Кулак Північної зорі                      | Fist of the North Star                    | Рюкен                                            |
| 1995      | вг | Wing Commander IV: The Price of Freedom   | Wing Commander IV: The Price of Freedom   | адмірал Джеффрі Толуін                           |
| 1996      | вг | Wing Commander Academy                    | Wing Commander Academy                    | командор Джеффрі Толуін                          |
| 1996      | тф | LEXX 4.0: GIGA SHADOW                     | LEXX 4.0: GIGA SHADOW                     | чернець Йоттскрі                                 |
| 1997      | ф  | Меч короля Артура                         | Kids Of The Round Table                   | Мерлін                                           |
| 1997      | ф  | Гідросфера                                | The Deadly Wake                           | Філіп Джексон                                    |
| 1998      | ф  | Садівник                                  | The Gardener                              | Ben Carter                                       |
| 1998      | с  | Острів фантазій                           | Fantasy Island                            | містер Рорк                                      |
| 1999      | ф  | 2000: момент апокаліпсису                 | Y2K                                       | ім'я персонажа невідоме                          |
| 2000      | ф  | Гангстер № 1                              | Gangster No.1                             | Гангстер 55                                      |
| 2000      | мф | Піп (серія Південного парку)              | Pip                                       | типовий англієць                                 |
| 2001      | ф  | Цирульник                                 | The Barber                                | ім'я персонажа невідоме                          |
| 2001      | ф  | Доріан Грей. Диявольський портрет         | Dorian                                    | Диявол/лорд Генрі                                |
| 2001      | ф  | Прибульці в Америці                       | Just Visiting                             | чаклун                                           |
| 2001      | ф  | Дочка Робін Гуда: Принцеса злодіїв        | Princess of Thieves                       | шериф Ноттингемський                             |
| 2002      | ф  | Обдурити всіх                             | I Spy                                     | Арнольд Гундарс                                  |
| 2002      | тф | запалює поглядом 2                        | Firestarter 2: Rekindled                  | Джон Рейнберд                                    |
| 2004      | ф  | Евіленко                                  | Evilenko                                  | Евіленко                                         |
| 2005      | ф  | Дзеркальні війни: Віддзеркалення перше    | Mirror Wars: Reflection One               | колишній агент ЦРУ Мердок                        |
| 2005—2010 | с  | Красені                                   | Entourage                                 | Терренс МакКьюік                                 |
| 2006—2008 | с  | Герої                                     | «Heroes»                                  | містер Деніел Ліндерман                          |
| 2007      | с  | Війна та мир                              | War And Peace                             | князь Болконський                                |
| 2007      | ф  | Гелловін                                  | Halloween                                 | доктор Семюель Луміс                             |
| 2008      | ф  | Коко Шанель                               | Coco Chanel                               | Марк Бушье                                       |
| 2008      | ф  | Судний день                               | Doomsday                                  | доктор Маркус Кейн                               |
| 2008      | мф | Дельго                                    | Delgo                                     | Райус                                            |
| 2008      | мф | Вольт                                     | Bolt                                      | Зеленоокий                                       |
| 2008      | вг | Fallout 3                                 | Fallout 3                                 | президент Анклаву Джон Генрі Едем                |
| 2008      | вг | Command & Conquer: Red Alert 3 — Uprising | Command & Conquer: Red Alert 3 — Uprising | президент Європейського союзу                    |
| 2009      | ф  | Хелловін 2                                | Halloween II                              | Доктор Семюель Луміс                             |
| 2009      | ф  | Ковток                                    | Suck                                      | Едді Ван Хелсінг                                 |
| 2009      | вг | Wet                                       | Wet                                       | Руперт Пелхем/містер Акерс                       |
| 2010      | ф  | Книга Ілая                                | The Book of Eli                           | Ломбарді                                         |
| 2010      | ф  | Відмінниця легкої поведінки               | Easy A                                    | директор Гіббонс                                 |
| 2010      | вг | Бог війни III                             | God of War III                            | Дедал                                            |
| 2010—2012 | с  | Менталіст                                 | «The Mentalist»                           | лідер секти візуаліст Бретт Стайлс               |
| 2011      | вг | Зона поразки 3                            | Killzone 3                                | Йорхан Шталь                                     |
| 2011      | с  | Компаньйони (телесеріал)                  | Franklin & Bash                           | Стентон Інфелд                                   |
| 2011      | ф  | Артист                                    | The Artist                                | Дворецький                                       |
| 2011      | ф  | Суд над Дияволом                          | Suing the Devil                           | Диявол                                           |
| 2012      | ф  | Сайлент Гілл 2                            | Silent Hill: Revelation 3D                | Леонард Вульф                                    |
| 2012      | ф  | Антивірус                                 | Antiviral                                 | доктор Абендро                                   |
| 2012      | ф  | Обрізання                                 | Excision                                  | Учитель                                          |
| 2012      | ф  | Сам удома 5: Святкове пограбування        | Home Alone 5: The Holiday Heist           | Сінклер, грабіжник та головний антагоніст фільму |
| 2016      | ф  | 31                                        | 31                                        | Гораціо Сіласа                                   |
| 2017      | ф  | Смертельні перегони 2050                  | Смертельні перегони 2050                  | Президент                                        |
| 2019      | ф  | Секс-бомба                                | Bombshell                                 | Руперт Мердок                                    |
| 2021      | мс | Кастлванія                                | Castlevania                               | Варні                                            |
| 2021      | ф  | Песики на варті                           | Pups Alone                                | Олівер (голос)                                   |
| 2022      | ф  | Стю                                       | Father Stu                                | Монсеньйор Келлі                                 |